# 太白山黄耆
太白山黄耆（学名：Astragalus taipaishanensis）为豆科黄芪属的植物，为中国的特有植物。分布在中国大陆的陕西等地，生长于海拔2,000米至3,300米的地区，常生于山坡路旁或林下，目前尚未由人工引种栽培。